# Akela charlottae
Akela charlottae är en spindelart som beskrevs av George William Peckham och Elizabeth Maria Gifford Peckham 1896. Akela charlottae ingår i släktet Akela och familjen hoppspindlar. Inga underarter finns listade i Catalogue of Life.